# Little Things (chanson de Good Charlotte)
Pour les articles homonymes, voir Little Things.
La chanson Little Things est le premier single du groupe Good Charlotte. Elle aborde le thème bien connu de la popularité au lycée et des vexations qu'ont pu subir certains à cause de leurs différences et parle un peu de la vie de Benji Madden et Joel Madden.